# Шарозонтичник
Шарозо́нтичник (лат. Sphaerosciadium) — монотипный род двудольных цветковых растений семейства Зонтичные (Apiaceae), включающий вид Шарозо́нтичник денау́ский, или Данаа́ денау́ская (лат. Sphaerosciadium denaense Pimenov & Kljuykov). Выделен российскими ботаниками Михаилом Георгиевичем Пименовым и Евгением Васильевичем Клюйковым в 1981 году.
Шарозонтичник денауский — очень редкий реликтовый вид.

## Распространение
Единственный вид является эндемиком Узбекистана, известный из двух участков в районе Гиссарского хребта в Сурхандарьинской области.
Встречается на скалах.

## Общая характеристика
Поликарпические, одиночно растущие растения высотой около 1 м.
Листья ланцетовидные, цельные, длиной 20—30 см, размещены очерёдно.
Соцветие — 10—12-лучевой зонтик; цветки без обёрток.
Плод — вислоплодник двойчатой шаровидной формы.
Цветут в апреле и мае, плодоносят в мае. Размножение семенное.

## Охранный статус
Шарозонтичник денауский занесён в Красную книгу Узбекистана; ранее включался в Красную книгу СССР. Основная угроза виду — выпас скота.
По состоянию на 2009 год в долине реки Сангардак (один из двух участков ареала шарозонтичников) было отмечено лишь 70 экземпляров растений, однако никаких мер по охране популяции не предпринимается.